# Mountain Dew Southern 500
De Mountain Dew Southern 500 was een race uit de NASCAR Winston Cup. De wedstrijd werd gehouden tussen 1950 en 2004 op de Darlington Raceway in Darlington over een afstand van 501,3 mijl of 806,8 km. Cale Yarborough en Jeff Gordon wonnen de race elk vijf keer en zijn daarmee gezamenlijk recordhouder. De laatste race in 2004 werd gewonnen door Jimmie Johnson.

## Namen van de race
De race werd steeds in de periode einde augustus tot begin september gehouden en had tussen 1950 en 1988 de naam Southern 500. De race op hetzelfde circuit die elk jaar in het voorjaar gehouden wordt en in 1957 van start ging onder de naam Rebel 300 werd in 2009 omgedoopt tot Southern 500.
- Southern 500 (1950 - 1988)
- Heinz Southern 500 (1989 - 1991)
- Mountain Dew Southern 500 (1992 - 1997)
- Pepsi Southern 500 (1998 - 2000)
- Mountain Dew Southern 500 (2001 - 2004)

## Winnaars
| Jaar                      | Winnaar          | Auto         |
| Southern 500              | Southern 500     | Southern 500 |
| ------------------------- | ---------------- | ------------ |
| 1950                      | Johnny Mantz     | Plymouth     |
| 1951                      | Herb Thomas      | Hudson       |
| 1952                      | Fonty Flock      | Oldsmobile   |
| 1953                      | Buck Baker       | Oldsmobile   |
| 1954                      | Herb Thomas      | Hudson       |
| 1955                      | Herb Thomas      | Chevrolet    |
| 1956                      | Curtis Turner    | Ford         |
| 1957                      | Speedy Thompson  | Chevrolet    |
| 1958                      | Fireball Roberts | Chevrolet    |
| 1959                      | Jim Reed         | Chevrolet    |
| 1960                      | Buck Baker       | Pontiac      |
| 1961                      | Nelson Stacy     | Ford         |
| 1962                      | Larry Frank      | Ford         |
| 1963                      | Fireball Roberts | Ford         |
| 1964                      | Buck Baker       | Dodge        |
| 1965                      | Ned Jarrett      | Ford         |
| 1966                      | Darel Dieringer  | Mercury      |
| 1967                      | Richard Petty    | Plymouth     |
| 1968                      | Cale Yarborough  | Mercury      |
| 1969                      | LeeRoy Yarbrough | Ford         |
| 1970                      | Buddy Baker      | Dodge        |
| 1971                      | Bobby Allison    | Mercury      |
| 1972                      | Bobby Allison    | Chevrolet    |
| 1973                      | Cale Yarborough  | Chevrolet    |
| 1974                      | Cale Yarborough  | Chevrolet    |
| 1975                      | Bobby Allison    | Matador      |
| 1976                      | David Pearson    | Mercury      |
| 1977                      | David Pearson    | Mercury      |
| 1978                      | Cale Yarborough  | Oldsmobile   |
| 1979                      | David Pearson    | Chevrolet    |
| 1980                      | Terry Labonte    | Chevrolet    |
| 1981                      | Neil Bonnett     | Ford         |
| 1982                      | Cale Yarborough  | Buick        |
| 1983                      | Bobby Allison    | Buick        |
| 1984                      | Harry Gant       | Chevrolet    |
| 1985                      | Bill Elliott     | Ford         |
| 1986                      | Tim Richmond     | Chevrolet    |
| 1987                      | Dale Earnhardt   | Chevrolet    |
| 1988                      | Bill Elliott     | Ford         |
| Heinz Southern 500        |                  |              |
| 1989                      | Dale Earnhardt   | Chevrolet    |
| 1990                      | Dale Earnhardt   | Chevrolet    |
| 1991                      | Harry Gant       | Oldsmobile   |
| Mountain Dew Southern 500 |                  |              |
| 1992                      | Darrell Waltrip  | Chevrolet    |
| 1993                      | Mark Martin      | Ford         |
| 1994                      | Bill Elliott     | Ford         |
| 1995                      | Jeff Gordon      | Chevrolet    |
| 1996                      | Jeff Gordon      | Chevrolet    |
| 1997                      | Jeff Gordon      | Chevrolet    |
| Pepsi Southern 500        |                  |              |
| 1998                      | Jeff Gordon      | Chevrolet    |
| 1999                      | Jeff Burton      | Ford         |
| 2000                      | Bobby Labonte    | Pontiac      |
| Mountain Dew Southern 500 |                  |              |
| 2001                      | Ward Burton      | Dodge        |
| 2002                      | Jeff Gordon      | Chevrolet    |
| 2003                      | Terry Labonte    | Chevrolet    |
| 2004                      | Jimmie Johnson   | Chevrolet    |

Huidige races:
Can-Am Duel ·
Daytona 500 ·
Subway Fresh Fit 500 ·
Kobalt Tools 400 ·
Food City 500 ·
Auto Club 400 ·
STP Gas Booster 500 ·
NRA 500 ·
Aaron's 499 ·
Toyota Owners 400 ·
Bojangles' Southern 500 ·
FedEx 400 ·
Coca-Cola 600 ·
STP 400 ·
Pocono 400 ·
Quicken Loans 400 ·
Toyota/Save Mart 350 ·
Coke Zero 400 ·
Quaker State 400 ·
Camping World RV Sales 301 ·
Brickyard 400 ·
Gobowling.com 400 ·
Cheez-It 355 at The Glen ·
Pure Michigan 400 ·
Irwin Tools Night Race ·
AdvoCare 500 (Atlanta Motor Speedway) ·
Federated Auto Parts 400 ·
Geico 400 ·
Sylvania 300 ·
AAA 400 ·
Hollywood Casino 400 ·
Bank of America 500 ·
Camping World RV Sales 500 ·
Goody's Headache Relief Shot 500 ·
AAA Texas 500 ·
AdvoCare 500 (Phoenix International Raceway) ·
Ford EcoBoost 400

Voormalige races:

Buddy Shuman 276 ·
Budweiser 400 ·
Budweiser NASCAR 400 ·
Columbia 200 ·
Coors 420 ·
First Union 400 ·
Greenville 200 ·
Hickory 276 ·
Kobalt Tools 500 (Atlanta Motor Speedway) ·
Los Angeles Times 500 ·
Mountain Dew Southern 500 ·
Northern 300 ·
Pepsi 420 ·
Pepsi Max 400 ·
Pickens 200 ·
Pop Secret Microwave Popcorn 400 ·
Sandlapper 200 ·
Subway 400 ·
Tyson Holly Farms 400 ·
Winston Western 500